# Aars
Aars o Års és una ciutat danesa de la península de Jutlàndia, és la capital del del municipi de Vesthimmerland que forma part de la regió de Nordjylland, ambdós creats l'1 de gener del 2007 com a resultat d'una reforma territorial.
La ciutat és a uns 35 quilòmetres al sud-oest d'Aalborg i és coneguda per l'obra de Per Kirkeby. La ciutat va començar a créixer a principis del segle XX gràcies a l'arribada del ferrocarril. Com a conseqüència de l'augment de la població, entre 1921 i 22 es va haver d'ampliar l'església del segle xiii.